# Curcuma prakasha
Curcuma prakasha är en enhjärtbladig växtart som beskrevs av S.Tripathi. Curcuma prakasha ingår i släktet Curcuma och familjen Zingiberaceae. Inga underarter finns listade i Catalogue of Life.